# Rumatera
I Rumatera sono un gruppo musicale punk rock italiano, originario della provincia di Venezia, attivo a partire dal 2007.
Dal 2008 ad oggi hanno fatto i loro tour di concerti ogni estate. Il consolidato successo dei Rumatera permise di tenere concerti d'apertura ad artisti rinomati come Jovanotti e gli Offspring. Il loro pubblico è principalmente di origine veneta nonostante vengano fatti saltuariamente concerti all'estero o comunque fuori regione.
Ad oggi hanno pubblicato 12 album in studio in totale, di cui 2 in lingua inglese (My Crew e Ciao Bella).

## Nome
In lingua veneta, rumatera (letteralmente «scava terra»), è il nome con cui viene chiamato il carassio (Carassius carassius), pesce d'acqua dolce largamente presente nella Pianura Padana, di scarso valore alimentare ma assai facile da pescare. Tale denominazione si sposa con la scelta del gruppo di scrivere testi prevalentemente in dialetto.

## Storia

### I primi anni (2007-2014)

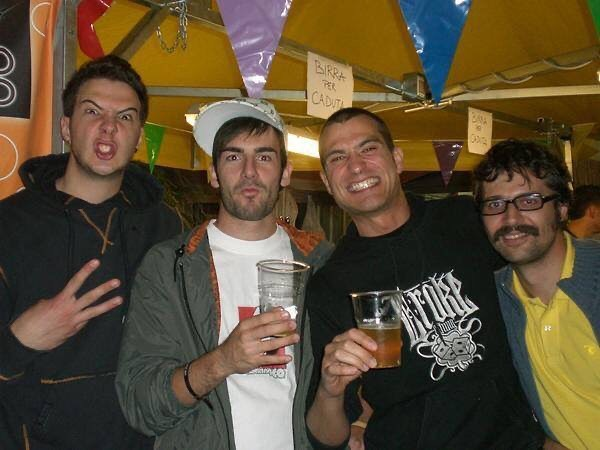
I Rumatera nel 2007

Il gruppo nasce nel 2007 quando Daniele Russo (Bullo) in seguito allo scioglimento dei Catarrhal Noise, propone a Giovanni Gatto, detto Rocky Giò (con cui aveva già suonato nei Catarrhal Noise dal 1996 al 2002 )  e a Giorgio Gozzo (El Gosso) e Luca Perin (Sciukka) (i quali provenivano dall'esperienza musicale dei Budregassi), di formare una nuova band, i Rumatera appunto.
Intento della band è quello di portare in musica lo stile di vita e la mentalità dei ragazzi di campagna, considerati sinceri e privi di condizionamenti.
Esordiscono ufficialmente con l'album Rumatera, pubblicato nel 2008, nel quale la band tenta di approcciare la musica punk rock californiana con la scrittura in dialetto veneto, ottenendo un discreto successo.
Viene svolto un tour di concerti concentrato prevalentemente nel Nord Italia. L'anno seguente i Rumatera realizzano la versione inglese del loro primo album, chiamata My Crew.
Nel maggio del 2010 i Rumatera pubblicano il loro primo video dal vivo dal titolo Attenzione col fagiano, contenente le immagini di due concerti registrati durante il tour invernale 2008/2009 e due episodi di backstage. Il concerto viene pubblicato in home video in formato DVD.
Ottengono risalto anche grazie al Trio Medusa, che spesso coinvolge il gruppo in alcune trasmissioni di Radio Deejay. Il palcoscenico radiofonico funge anche da principale canale pubblicitario per il secondo album in studio, 71 gradi.
Nel 2011 è la volta dell'EP La grande V, contenente l'omonimo brano di successo della band. Il loro tour si svolge al nord e centro Italia con oltre 90 esibizioni dal vivo. Lo stesso anno vincono il concorso internazionale Planetrox che gli permette di andare a esibirsi all'Envol et Macadam, festival che si tiene a Québec, in Canada.
Nella primavera del 2012 i Rumatera trascorrono un mese negli Stati Uniti al Sonic Ranch vicino a El Paso, in Texas, a registrare il loro terzo album Xente Molesta. L'album viene presentato il 24 aprile 2012 al Palacubo di Pramaggiore.
Il 25 aprile 2013 hanno partecipato al festival Spring Break in Croazia.
In occasione del quarto album, Awanti coi ammicci, pubblicato nel 2014, la band sperimenta delle sonorità legate principalmente all'elettro rock. Diventano nel frattempo ospiti stabili all'Home Festival.
Sempre nel 2014 la band si candidò per partecipare al Vans Warped Tour in America. Per acquisire voti dai loro fan resero pubblica per la prima volta Cuando tu me miras, versione spagnola della canzone Quando te me vardi. La canzone fu registrata a El Paso, Texas nel 2012. La band non passò la selezione.
Il 17 agosto 2014 i Rumatera suonarono nel Palco Europa allo Sziget Festival a Budapest.

### Il reality showThe Italian Dream(2015)

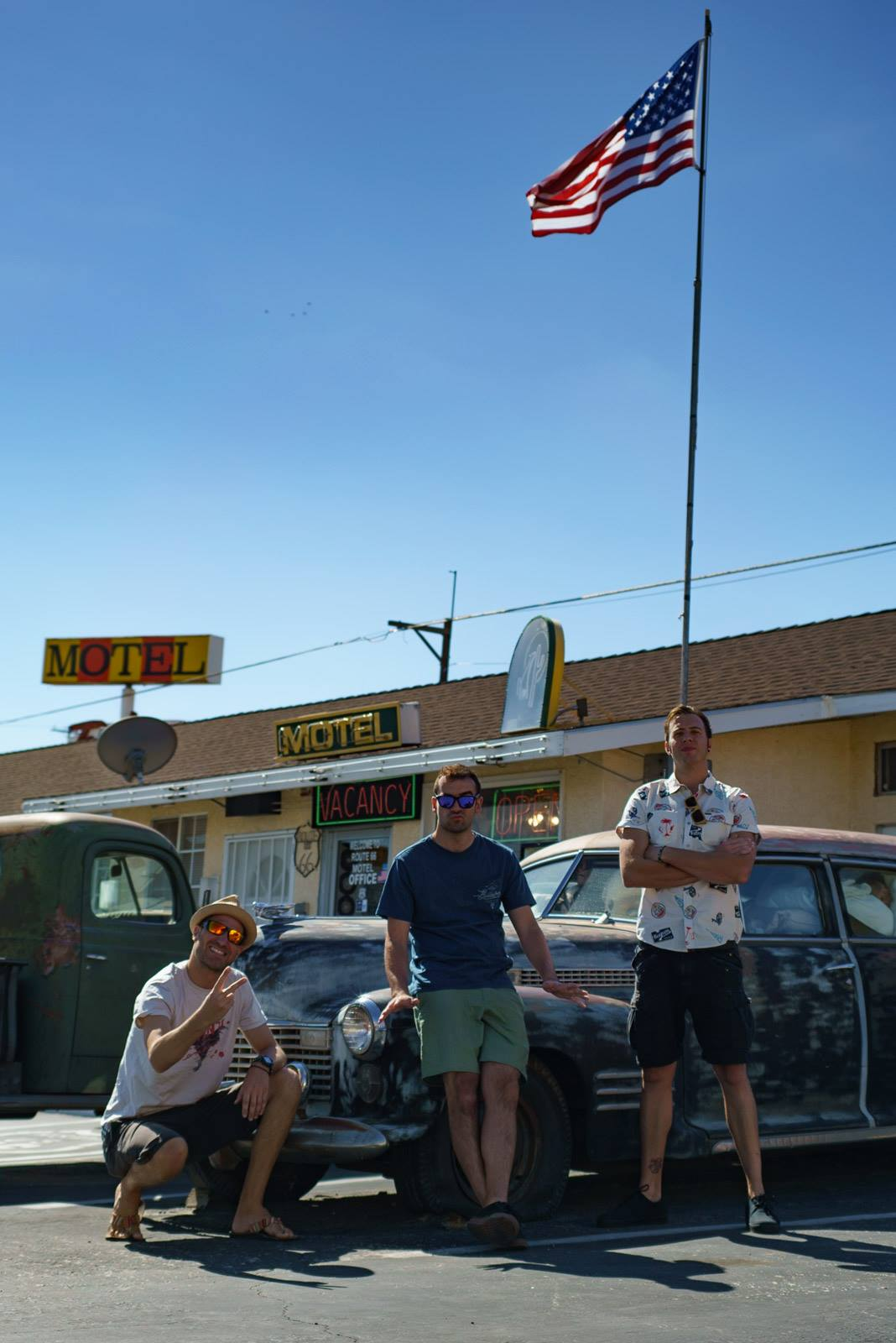
Daniele Russo, Giorgio Gozzo e Luca Perin a Los Angeles nel 2015

L'8 settembre 2015 al Cassago Sitis Laif, in occasione dell'ultima tappa del tour 2015, Rocky Giò annuncia il proprio addio alla band. Di conseguenza il 5 ottobre 2015 Daniele Russo, Giorgio Gozzo e Luca Perin partono per Los Angeles alla ricerca di un nuovo chitarrista. Nasce una trasmissione televisiva chiamata The Italian Dream, un talent/reality dove i tre ragazzi veneti capovolgono l'idea del sogno americano facendolo diventare sogno italiano. In un'intervista la band riassume il concept con questa frase: "Praticamente siamo andati a Los Angeles, culla del rock'n'roll mondiale, e abbiamo detto ai chitarristi: Vuoi fare la rockstar? Vieni con noi a Cazzago di Pianiga".
Durante la permanenza in California, i Rumatera avviano una raccolta fondi tramite Musicraiser per finanziare il progetto The Italian Dream.
Al termine del contest, la band seleziona la chitarrista Jennifer Razavi, che si unisce al gruppo per l'intero tour estivo del 2016, oltre alle registrazioni del nuovo album.

### L'esperienza con tre membri (2016-2019)

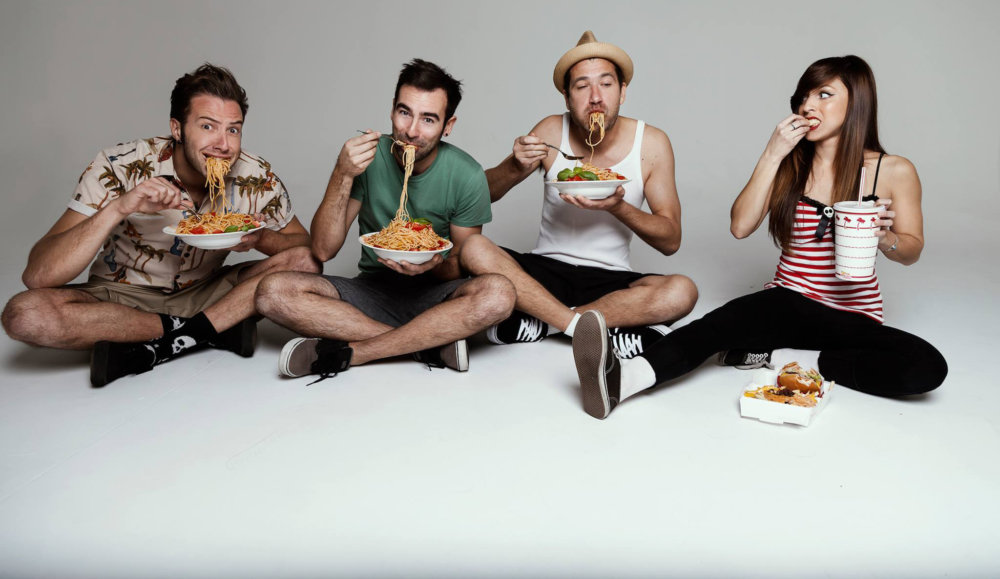
I Rumatera nel 2016

Un mese dopo la fine del tour estivo (novembre 2016), Daniele Russo, Giorgio Gozzo e Luca Perin tornano in studio per registrare un nuovo disco. Nel progetto originale il nuovo album doveva chiamarsi Pizza Burger, successivamente cambiato in Ricchissimi, che segna un ritorno alle sonorità più tradizionali del gruppo, con sprazzi di pop rock e techno rock.
Il 22 marzo 2017 esce il video in anteprima della canzone Ghe sboro. Il nuovo disco viene presentato il 1º aprile 2017. Da quel momento fino alla fine del 2019 la band continua ad andare avanti con tre componenti ai concerti, senza rimpiazzare nessuno alla seconda chitarra.
Quella primavera venne prodotta la canzone Solo canzoni di Raf per promuovere la presentazione dell'album #Ricchissimi.
Il 10 maggio 2017 la band ha suonato per la prima volta a Londra, alla sala concerti 93 Feet East. Appena tornati in Italia, hanno avuto modo di partecipare alla 90ª Adunata Nazionale Degli Alpini che si è tenuta a Treviso dall'11 al 14 maggio. Con l'occasione hanno girato il video musicale di Na Seen in collaborazione con Canal, youtuber veneto. Il video è stato pubblicato il 19 maggio.
Concluso il tour estivo, il 2 novembre 2017 i Rumatera tornano allo studio Teatro Delle Voci di Treviso per registrare l'EP Ciao Bella e prima della fine dell'anno pubblicano su YouTube il loro singolo Ciao bella. con il video girato a Los Angeles. L'intero EP viene pubblicato all'inizio del 2018. Le 5 tracce sono tutte in lingua inglese, con base punk-rock, e descrivono la loro esperienza negli Stati Uniti negli anni passati facendo i confronti con la vita e le abitudini dei veneti e dei californiani.
Il 17 marzo 2019 pubblicano Ingestibili su Spotify, la loro prima canzone di genere liscio. Il 12 aprile viene pubblicato su YouTube il video ufficiale della canzone. L'esibizione che si vede nel video è realmente accaduta in playback su Canale Italia qualche giorno prima.

### Il ritorno di Rocky Giò (2020-2023)
A fine 2019, la band annuncia il ritorno di Rocky Giò nella formazione veneta, evento promosso attraverso il singolo Tatuajo.
Il 15 aprile 2020 esce online la canzone Raspe Graspe, non facente parte di nessun album da loro pubblicato.
A causa della pandemia di Covid-19 il tour estivo del 2020 viene completamente annullato, ad eccezione della data presso l'Anfiteatro del Venda a Galzignano Terme.
Durante questo periodo di assenza hanno prodotto dei brani per la compilation Musica Da Giostra di DJ Matrix con le canzoni Daghine (volume 7) e Verzi Tutto (Volume 8).
Nell'estate 2021 tornano in tour con il Dalle Stalle alle Stelle Tour, composto da quattro date con performance interamente in acustico, a causa della pandemia di Covid-19.
Nella primavera 2022 esce il loro ottavo album Made In Veneto.
Nel corso dell'anno collaborano alla realizzazione della graphic novel scritta da Nicolò Targhetta Rumatera. Imbrecanati nello spaziotempo, pubblicata dalla casa editrice padovana BeccoGiallo..
Nell'autunno dello stesso anno realizzano Leoni, inno ufficiale della squadra di Treviso Rugby.

### 2023-2024
Nel 2023 viene riproposto il tour di concerti estivo con 40 date, tra cui un'apparizione al Slum Dunk Festival di Rimini. Nella maggior parte dei concerti alla chitarra suona Alberto Varosi, chitarrista dei Catarrhal Noise anziché Rocky Gio. Il tour prevede in scaletta tutte le canzoni del primo album della band per celebrare i 15 anni di attività.
A novembre 2023 i Rumatera annunciano sul loro profilo Instagram che stanno scrivendo, insieme allo scrittore Simone Sarasso, il proprio libro autobiografico. Il libro sarebbe dovuto uscire entro la fine del 2024, ma non si hanno più avuto aggiornamenti ufficiali sulla data di pubblicazione.
Il 22 dicembre 2023 esce il loro decimo album: Après-Ski anticipato dal singolo Pista Nera. Si nota subito l'influenza del genere EDM poiché torna la base elettronica e le sonorità vivaci. Tutte le canzoni hanno temi riguardate la festa in compagnia e non sono presenti pezzi malinconici. Nella realizzazione e nella promozione si nota la presenza di solo 3 componenti della band: Daniele Russo, Giorgio Gozzo e Luca Perin. Fino ad allora quest'ultimi non si sono mai espressi pubblicamente sull'ufficialità di un quarto membro della band.
Il 6 dicembre 2024 pubblicano il singolo Dolomitici, in anticipazione dell'album Après-Ski vol 2 (uscito il 13 Dicembre 2024) e il loro relativo tour invernale che prevede solamente 5 date.

### 2025: AlbumIn Provincia
Dopo soli quattro mesi dalla pubblicazione di Après-ski Vol. 2, i Rumatera annunciano l’uscita di un nuovo album intitolato In Provincia. Per questo progetto, la band adotta una strategia di distribuzione inedita, pubblicando i brani in maniera scaglionata.
Il 14 aprile 2025 viene rilasciato il primo singolo, Daghe, in collaborazione con la band emergente Los Muchos Gramos, con relativo video su Youtube.
Il 18 aprile seguono i brani San Siran e In Provincia, quest’ultimo accompagnato dal video ufficiale pubblicato successivamente, l’11 giugno. Lo stesso giorno annunciano tramite il loro profilo Instagram che per il tour estivo del 2025 sarà presente come turnista alla chitarra Stefano Fabretti. Nel 2011 avevano già collaborato assieme per la canzone Vergognosa nell’album La Grande V e nella realizzazione del video Tatuajo a inizio 2020.
Il 20 giugno escono i brani Colpo De Seen e Istà, completando così una parte significativa della tracklist del nuovo lavoro. Al momento della pubblicazione dei brani del 20 giugno, il tour promozionale dell’album In Provincia era già in corso, con la band impegnata in una serie di concerti in cui proponeva anche alcuni dei nuovi brani in anteprima dal vivo.
Il 25 luglio escono le canzoni Jesolo e Steisi Da Bojon e vanno a completare l'album In Provincia.

## Formazione

### Formazione attuale
- Daniele "Bullo" Russo – voce, chitarra (2007-presente)
- Giorgio "Gosso" Gozzo – voce, basso elettrico (2007-presente)
- Luca "Sciukka" Perin – batteria (2007-presente)

### Ex componenti
- Giovanni "Rocky Giò" Gatto – voce, chitarra (2007-2015, 2019-2022, dal 2023 in maniera occasionale si è esibito per alcune canzoni dal vivo)

### Turnisti
- Jennifer Razavi – chitarra, cori (2016-2017)
- Alberto "Albyzzo" Varosi - chitarra (tour estivo 2023 e 2024)
- Stefano "Cattivo" Fabretti - chitarra (tour estivo 2025)

## Discografia

### Album in studio
- 2008 – Rumatera
- 2009 – My Crew (in lingua inglese)
- 2010 – 71 gradi
- 2011 – La grande V (album EP)
- 2012 – Xente molesta
- 2014 – Awanti coi ammicci
- 2017 – Ricchissimi
- 2018 – Ciao bella (album EP, in lingua inglese)
- 2022 – Made in Veneto
- 2023 – Aprè-Ski
- 2024 – Aprè-Ski Vol 2
- 2025 – In provincia

### Singoli anticipazione album
- 2012 – Xente molesta (Xente Molesta)
- 2014 – Kilometro01 (Awanti Coi Ammicci)
- 2016 – Areo (Ricchissimi)
- 2017 – Ghe sboro (Ricchissimi)
- 2017 – Ciao bella (Ciao bella)
- 2020 – Tatuajo (Made in Veneto)
- 2022 – Camponogara (Made in Veneto)
- 2022 – Made in Veneto (Made in Veneto)
- 2023 – Pista Nera (Après-Ski)
- 2024 – Dolomitici (Après-Ski 2)
- 2025 – Daghe (In Provincia)

### Singoli senza album
- 2014 – Cuando tu me miras
- 2017 – Solo canzoni di Raf
- 2018 – Bae de Nadae
- 2019 – Mi e me amighi
- 2019 – Ingestibili
- 2020 – Raspe graspe
- 2021 – Leoni

## Videografia

### Concerti registrati
- 2010 - Attenzione col fagiano (disponibile in DVD fisico, non online)
- 2017 - Home Festival 2016 (pubblicato su Youtube)

## Fumetti
- Nicolò Targhetta e Rumatera, Rumatera. Imbrecanati nello spaziotempo, Padova, BeccoGiallo, 2021, ISBN 978-88-3314-167-1.